# Manuel Serrano Pulido
Manuel Serrano Pulido, conocido como Manolo Serrano (El Masnou, Barcelona, España, 10 de septiembre de 1972), es un exfutbolista español que jugaba de delantero. 

## Trayectoria
Serrano empezó a jugar en las categorías inferiores del C.D. Masnou para recalar posteriormente en la cantera del R. C. D. Espanyol donde prosiguió su formación.
En la temporada 90-91 reforzó al C.E. L'Hospitalet (2ªB), que tenía un acuerdo de filialidad con el club perico, en el tramo final de liga, debutando en la jornada 32 en la victoria (6-1) sobre el C.D. Manacor donde anotó el último gol. La temporada siguiente pasó a formar parte del equipo entrenado por Jaume Sabaté, donde permaneció hasta la temporada 1994-1995. Durante esta etapa marchó como cedido al Deportivo Alavés (2ªB) en el último tramo liguero y la promoción de la temporada 92-93, además de debutar con el R. C. D. Espanyol en 2ª División en la derrota (3-0) frente a la S.D. Compostela en la 6ª jornada de la temporada 93-94.
Tras abandonar el R. C. D. Espanyol, regresó al Deportivo Alavés (2ªB). Durante las 4 temporadas que disputó en Mendizorroza Serrano anotó 61 goles, abandonando el equipo al terminar la temporada 97-98 con el ascenso a 1ª División y ser eliminados en semifinales de la Copa del Rey frente al R.C.D Mallorca.
En su vuelta al R. C. D. Espanyol (1ª) Serrano sufrió una grave lesión en la jornada 5ª contra el Real Betis B. que le privó de jugar el resto de la temporada. En el siguiente curso, siendo un cambio habitual de Raúl Tamudo o el paraguayo Miguel Ángel Benítez, consiguió ganar su único título, la Copa del Rey (99-00) al vencer al At. Madrid (2-1). Cuando al terminar la temporada 00-01, donde debutó en Copa de la UEFA, abandonó el club perico Serrano tenía acumulado 52 partidos (15 de titular) y 7 goles. Durante esta etapa fue protagonista de un incidente con el guardameta del R.C.D Mallorca Mono Burgos que le propinó un puñetazo que le dejó K.O. en contestación de presuntos comentarios racistas de Serrano y que supuso 11 partidos de suspensión para el portero argentino.
Fichó por el Elche C. F. (2ª) junto al madridista José Manuel Meca, permaneciendo en el Martínez Valero 2 temporadas. A continuación, Serrano jugó en 2ªB en las filas del C.D. Castellón (2003-2004) y el C.F. Badalona (2004-2005).
Los últimos años de su carrera los disputó en categorías inferiores como la Primera Catalana y la 3ª en las filas de clubes como el C.D. Masnou, el C.D. Blanes o el C.F. Alella.

## Clubes
| Temporada | Equipo            | División         | Partidos | Goles |
| --------- | ----------------- | ---------------- | -------- | ----- |
| 90-91     | C.E. L'Hospitalet | 2ªB              | 5        | 3     |
| 91-92     | C.E. L'Hospitalet | 2ªB              | 30       | 7     |
| 92-93     | C.E. L'Hospitalet | 2ªB              | 30       | 12    |
| 92-93     | Deportivo Alavés  | 2ªB              | 9        | 6     |
| 93-94     | C.E. L'Hospitalet | 2ªB              | 28       | 10    |
| 93-94     | R. C. D. Espanyol | 2ª               | 1        | 0     |
| 94-95     | Deportivo Alavés  | 2ªB              | 37       | 24    |
| 95-96     | Deportivo Alavés  | 2ª               | 38       | 27    |
| 96-97     | Deportivo Alavés  | 2ª               | 37       | 10    |
| 97-98     | Deportivo Alavés  | 2ª               | 47       | 30    |
| 98-99     | R. C. D. Espanyol | 1ª               | 5        | 1     |
| 99-00     | R. C. D. Espanyol | 1ª               | 36       | 24    |
| 00-01     | R. C. D. Espanyol | 1ª               | 33       | 20    |
| 01-02     | Elche C. F.       | 2ª               | 38       | 20    |
| 02-03     | Elche C. F.       | 2ª               | 28       | 15    |
| 03-04     | C.D. Castellón    | 2ªB              | 28       | 20    |
| 04-05     | C.F. Badalona     | 2ªB              | 37       | 20    |
| 05-06     | C.D. Masnou       | Primera Catalana | 20       | 11    |
| 06-07     | C.D. Blanes       | 3ª               | 0        | 0     |
| 06-07     | C.D. Masnou       | 3ª               | 17       | 2     |
| 06-07     | C.F. Alella       | Primera Catalana | 7        | 6     |

## Palmarés
| Título       | Club              | País   | Año  |
| ------------ | ----------------- | ------ | ---- |
| Copa del Rey | R. C. D. Espanyol | España | 2000 |